# چاه حاج عبدالواحد شه‌بخش
چاه حاج عبدالواحد شه‌بخش روستایی در دهستان چشمه زیارت بخش مرکزی شهرستان زاهدان استان سیستان و بلوچستان ایران است.

## جمعیت
بر پایه سرشماری عمومی نفوس و مسکن در سال ۱۳۹۵ جمعیت این روستا ۲۸۸ نفر (۶۲خانوار) بوده‌است.